# Transformation of the Roman World
Transformation of the Roman World ist ein von der European Science Foundation (Europäische Wissenschaftsstiftung) in den Jahren 1993 bis 1997 gefördertes wissenschaftliches Programm zur Erforschung des Wandels Europas von der Spätantike bis hin in das Frühmittelalter (siehe auch Ende der Antike, Völkerwanderung).
Das Projekt wurde von Evangelos Chrysos, Javier Arce und Ian N. Wood geleitet. Insgesamt waren über 100 Wissenschaftler aus mehr als 20 Ländern an dem Projekt beteiligt, das von Anfang an interdisziplinär und international ausgerichtet war. Bewusst wurde der Name Transformation gewählt, um wertende Assoziationen zu vermeiden, die ältere Formulierungen wie Decline and Fall, Untergang der antiken Welt etc. implizieren. Explizit sollte nicht eine eindeutige Antwort formuliert werden, wie es in Westeuropa zur Transformation des römischen Erbes hin zur germanisch-romanischen Welt des Mittelalters kam. Vielmehr sollte die Komplexität dieses Prozesses aufgezeigt werden, die von der Mehrheit der neueren historischen Forschung betont wird. Es wurden einzelne Projektgruppen gebildet, die sich in der Regel zweimal im Jahr trafen. Die Ergebnisse haben sich in bisher 14 Bänden niedergeschlagen, die beim niederländischen Verlag Brill in Leiden erschienen sind. 
Die Reihe wird als Brill’s Series on the Early Middle Ages fortgesetzt.